# Magasin des vivres de la marine de Bordeaux
Le magasin des vivres de la marine de Bordeaux est un ensemble de bâtiments de style néoclassique construit initialement pour la marine militaire royale à la fin du XVIIIe siècle. Situé à Bordeaux, dans le quartier des Bassins à flot, il fait l'objet d'une réhabilitation et d'une reconversion, en lieu culturel, Les vivres de l'Art, et en cabinet d'avocat.

## Histoire
Le bâtiment a été commandé par la marine militaire royale en 1785 à Bordeaux, sur les bords de la Garonne, légèrement en aval de la ville.
Le port de Bordeaux est à cette époque à son apogée avec ses exportations de vin et de blé, ses importations de denrées exotiques notamment antillaises, mais également avec sa participation au commerce triangulaire.
L'ouvrage est confié à Joseph Teulère, ingénieur des bâtiments civils, qui s'est illustré entre autres dans la construction du phare de Cordouan. La construction débute en 1786.
Les vivres de la marine se composaient de plusieurs bâtiments destinés au stockage, à la transformation et à l'acheminement de denrées ou "vivres" pour les équipages de la marine. Il y avait entre autres des abattoirs sur place.
À partir du XIXe siècle, les transformations urbaines successives conduisent à sa destruction partielle. Le complexe perd définitivement son usage à la fin du XIXe siècle lorsque la construction de nouveaux quais l'éloigne du fleuve.
Il doit subir encore une série de destructions en 1980 avant d'être classé aux monuments historiques en 1991.
L’ensemble actuel comprend un grand bâtiment et deux pavillons symétriques appelés « garage de la Marine » et « abattoirs de la Marine ».

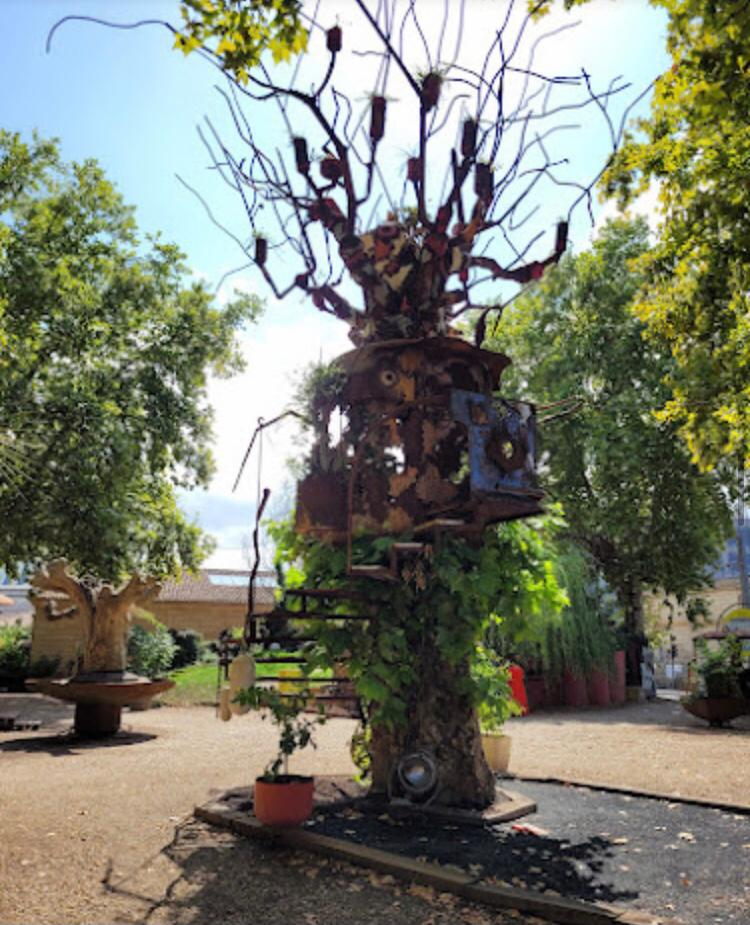
Sculpture de Jean-François Buisson, dans le jardin des Vivres de l'Art.

De nos jours, il a été débuté une restauration et une reconversion en lieu de culture et de création artistique appelé « Les vivres de l'Art ». Le bâtiment principal sera quant à lui restauré et occupé par le cabinet d'avocats Rivière et associés.